# Захар Ефименко
Захар Ефименко е украински шахматист, международен гросмайстор от 2002 година.

## Шахматна кариера
Ефименко е вицешампион за 2005 г. и шампион на Украйна за 2006 г. През 2005 г. поделя първо място на „Гибтелеком Мастърс“ с Алексей Широв, Левон Аронян, Емил Сутовски и Кирил Георгиев. През 2009 г. участва в мач срещу Найджъл Шорт, който е загубен от украинския шахматист с 2,5–3,5 точки. През 2010 г. завършва на второ място в 40-ото издание на турнира „Босна“. Същата година спечелва сребърен медал от отборното първенство на Русия със състава на „СПбШФ“.